# Les Clowns
Pour les articles homonymes, voir Le Clown (homonymie).
Pour plus de détails, voir Fiche technique et Distribution.
Les Clowns (I clowns)  est un faux documentaire italo-franco-allemand tourné en 1970 par Federico Fellini et sorti en 1971.
Depuis sa précoce enfance, Fellini est attiré, voire subjugué, par le cirque. Il entreprend ici une sorte de voyage fantastique et nostalgique à la rencontre des anciens clowns et de leurs souvenirs.

## Synopsis
Le film commence par un souvenir semi-autobiographique de Fellini enfant. Réveillé au milieu de la nuit par des bruits, l'enfant regarde par la fenêtre et voit le grand chapiteau que l'on est en train de dresser sur la place. Le lendemain matin, on lui explique : « C'est le cirque, et si tu n'es pas sage, je dirai à ces gitans de t'emmener ». Fasciné, le garçon part explorer le monde sous le chapiteau et le soir, il va voir le spectacle pour la première fois, mais il en est effrayé, surtout lorsque les clowns apparaissent sur scène, qui lui ont rappelé d'autres figures étranges et inquiétantes qui peuplaient son village : le fou, l'exhibitionniste, la religieuse naine, le chef de gare, l'amputé de la Grande Guerre. C'est à partir de ce « traumatisme » que le metteur en scène a décidé d'entreprendre une enquête à travers l'Europe pour comprendre et analyser la figure professionnelle et historique du clown.
La première étape du réalisateur, qui présente la troupe au début, est le cirque de Liana, Nando et Rinaldo Orfei. Après le spectacle, dans la caravane de Liliana, les personnages du cirque rencontrent la troupe et Anita Ekberg, venue en visite. Ils posent des questions, demandent des explications et s'attardent sur la différence entre « auguste » et « clown blanc ».
La troupe décide de se rendre à Paris, « la ville qui a fait du cirque une véritable œuvre d'art. Comme dans toute enquête, un expert (ici un historien du cirque), des témoins (un groupe de vieux clowns blancs) et des films sont recherchés. Mais l'expert est systématiquement empêché de parler, les témoins sont réticents ou trop vieux et se contredisent, dans les archives de la télévision française les films sont introuvables ou trop courts pour en tirer quelque chose. L'enquête est décevante et le directeur doit admettre que le cirque n'a plus de raison d'être dans la société d'aujourd'hui et que le clown est bel et bien mort.
La troisième partie du film est la mise en scène de la mort du clown. Les collègues le pleurent, entre rires et larmes. Le directeur du cirque exige le respect de la veuve (un clown habillé en femme), tandis que le notaire lit le testament. Des clowns-charpentiers arrivent et, à l'aide de marteaux et de clous, fabriquent un cercueil pour le défunt. Pendant ce temps, un journaliste demande à Fellini quel est le message du film, mais un seau renversé sur sa tête l'empêche de répondre, tandis qu'un second seau atterrit sur la tête de l'intervieweur. Les numéros comiques peuvent alors se poursuivre sans encombre et finissent par effrayer par leur violence, jusqu'à la destruction totale du décor par le feu et l'eau. Du cercueil, le mort s'élève dans les airs.
La fête est finie, un vieux clown fatigué demande au directeur s'il peut rentrer chez lui. Entre-temps, il lui raconte le numéro qu'il faisait avec son compagnon, qu'il croyait mort et qui s'est mis à le chercher avec sa trompette. Depuis les marches opposées du cirque, les deux clowns s'appellent au son de la trompette et descendent en même temps dans la piste. Ils se rejoignent au milieu et, suivis par le faisceau des projecteurs, sortent de la scène en jouant.

## Fiche technique
- Titre : Les Clowns
- Titre original : I clowns
- Réalisateur : Federico Fellini
- Scénario : Federico Fellini et Bernardino Zapponi
- Décors : Lamberto Pippia, Danilo Donati
- Costumes : Danilo Donati
- Photographie : Dario Di Palma
- Montage : Ruggero Mastroianni
- Musique 
  - Musique originale : Nino Rota
  - Musique préexistante : Richard Wagner ("La Chevauchée des Walkyries"), Georges Bizet ("Carmen")
  - Chansons originales : Léo Daniderff ("Io Cerco la Titina"), F.D. Marchetti ("Fascination")
- Production : Ugo Guerra, Elio Scardamaglia
- Sociétés de production : 
  - Italie : Radiotelevisione Italiana, Compagnia Leone Cinematografica
  - France :  Office de radiodiffusion télévision française
  - Allemagne de l'Ouest : Bavaria Film
- Société de distribution : Compagnie française de distribution cinématographique
- Pays d'origine :  France,  Italie,  Allemagne de l'Ouest
- Langue originale : italien
- Format : couleur (Technicolor) — 35 mm — 1,33:1 — son monophonique
- Genre : faux documentaire, comédie fantastique
- Durée : 92 minutes
- Dates de sortie :
  - Italie : 30 août 1970 (Mostra de Venise)
  - France : 10 mars 1971
- Affiche : René Ferracci (France)

## Distribution
- Federico Fellini : lui-même
- Anita Ekberg : elle-même
- Pierre Étaix : lui-même
- Annie Fratellini : clown, elle-même
- Tristan Rémy : lui-même
- Charlie Rivel : clown, lui-même
- Liana Orfei : elle-même
- Victoria Chaplin Thierrée : elle-même
- Jean-Baptiste Thierrée : Baptiste
- Alvaro Vitali : Alvaro
- Ricardo Billi
- Tino Scotti
- Fanfulla
- Dante Maggio
- Nino Terzo
- Giacomo Furia
- Carlo Rizzo
- Gigi Reder
- Paolo Baroni : clown blanc (non crédité)

## Production
Pendant le tournage du Satyricon de Fellini, Martin Poll, un producteur américain, s'était manifesté en proposant Love Duets, un film en deux épisodes distincts, à tourner en duo avec Ingmar Bergman. Lors de la conférence de presse tenue à Rome en janvier 1969, les deux réalisateurs considèrent la réalisation de ce projet comme acquise, mais les moyens financiers font défaut. Federico Fellini, se retrouvant sans projets, repense à l'expérience récente de l'émission spéciale réalisée pour la chaîne américaine NBC (Bloc-notes d'un cinéaste) qui avait été très bien accueillie (elle avait été diffusée quatre fois en un peu plus de douze mois) et veut tenter de mener à bien un projet semblable pour la télévision italienne.
Après avoir écarté une mini-série sur Pinocchio, qui lui avait été proposée par les dirigeants de la Rai (et qui sera réalisée par Luigi Comencini), le réalisateur commence à travailler sur une histoire des clowns à réaliser sous forme semi-documentaire, avec des souvenirs autobiographiques, des croquis, des caricatures et des interviews. Entre expéditions en Italie et à Paris, entre réflexions et nouvelles idées, le film prend forme pendant la préparation elle-même, en onze semaines de tournage contre les cinq prévues. Initialement, Zapponi et le cinéaste avaient prévu la participation de Charlie Chaplin au dénouement du film, mais le projet s'est évanoui en raison de problèmes de budget et de la mauvaise santé du Maestro ; la production a dû se contenter d'une brève participation de sa fille Victoria.
Bien que conscient de réaliser une œuvre orientée pour un public différent et destinée à un support qui préfère les gros plans aux grands panoramas, Fellini tourne en 35 mm avec de la pellicule couleur, sans chercher à adapter son esthétique au petit écran. Le tournage commence à Anzio le 23 mars, puis se déplace à Ostie, à Paris et enfin à Cinecittà. Pendant le tournage, dans le sillage de I Clowns, Fellini a l'idée de tourner un autre « semi-documentaire » : c'est ainsi que naît le scénario de Fellini Roma, confié à nouveau au producteur Elio Scardamaglia, mais qui sera finalement réalisé par un autre producteur.

## Accueil critique
« Fellini fait appel à ses souvenirs d'enfance et nous montre les clowns qu'il a vus dans la vie (…). C'est un moment de très grand cirque et c'est aussi du très grand cinéma. »

— Michel Duran, Le Canard enchaîné, 17 mars 1971

« Dans "Les Clowns", outre la nostalgie du cirque, et quelques jolies réflexions sur l'art du clown, Fellini sait aussi accorder le plaisir du voyageur, et celui du carnet de notes impressionniste. »

— Henry Chapier, Combat, 11 mars 1971

« Ce choix n'étonnera pas les fidèles d'une œuvre qui leur est toujours apparue comme un cirque, absurde et merveilleux (…). Un des signes du bon cinéma, c'est de filmer ce qu'on aime. Ce n'est pas d'aujourd'hui que Fellini a laissé filtrer sa connivence avec les gens du voyage. »

— Gilles Jacob, L'Express, 14 mars 1971

« Voici une méditation sur la solitude et sur la vieillesse. Sur la mort des clowns. Sur la mort du cirque. Un reportage qui commence par des variations et s'achève par un requiem, sans cesser d'être un poème. L'une des œuvres les plus bouleversantes et les plus belles que le cinéma nous ait données. »

— Claude Mauriac, Le Figaro, 12 mars 1971

### Distinctions
- Italie :
  - Prix David di Donatello 1971 : Meilleure production
  - Ruban d'argent 1971 : Danilo Donati, Meilleurs costumes

## Postérité
« "Si j'ai réalisé Yoyo, c'est grâce à la révolution du langage cinématographique accomplie par Fellini dans 8½", avoue Étaix. En 1971, le maestro s'invite chez son disciple français pour tourner une séquence de son essai-documentaire Les Clowns. Un "hommage" au monde du cirque qui provoque la colère d'Étaix : "C'est une vision tellement misérabiliste. Pour Fellini, les clowns sont soit des alcooliques, soit des débiles..." »

— Pierre Étaix